# Konrad Adenauer
Konrad Hermann Josef Adenauer, nemški odvetnik in politik, * 5. januar 1876, Köln, † 19. april 1967, Bad Honnef-Rhöndorf.
Adenauer je bil kancler Zahodne Nemčije med letoma 1949 in 1963; bil je najstarejši kancler po drugi svetovni vojni.
Politično kariero je pričel že leta 1906, ko je postal član mestnega parlamenta Kölna. Leta 1909 je postal podžupan, leta 1917 pa župan Kölna. Istočasno je bil leta 1922 imenovan za predsednika Državnega zbora Prusije. Leta 1933, ko je NSDAP prišla na oblast, je izgubil tako županski kot državnozborski položaj. Kot rimokatoličan in odločen protinacist je bil v času Tretjega rajha stalno pod nadzorom, leta 1944 pa so ga celo zaprli v zapor, zaradi domnevnega sodelovanja v atentatu na Hitlerja 20. junija 1944.
Po vojni je bil nekaj časa ponovno župan Kölna. Leta 1948 je postal član Parlamentarnega zbora Zahodne Nemčije. Maja 1949 je tako postal prvi kancler po koncu druge svetovne vojne.